# Зобница
Зобница — мера сыпучих тел в средневековом Пскове. Соответствовала лубочному лукошку. В среднем была равна, вероятно, четырём четверикам.
Эта хлебная мера известна по летописям с 1314 года. В одной из псковских летописей под 1434 годом сказано, что зобница ржи стоила 9 денег, а в другой, что 13 зобниц давали на полтину.
Зобница была в два раза больше новгородского коробья. В XVI веке зобница могла весить до 10 пудов муки.